# 青洲站
青茂站（葡萄牙語：Estação de Qingmao）是澳門輕軌東線或西線規劃中的地底車站，車站選址位於青茂口岸對出的市政署苗圃地段（青茂口岸廣場）。

## 車站結構
車站選址位於青茂口岸對出的市政署苗圃地段（青茂口岸廣場），以地下車站方式興建，目前正在規劃中。

## 歷史

### 《澳門輕軌第二期可行性研究》
2008年7月下旬至8月中旬，運輸基建辦公室對參與澳門輕軌系統第二期可行性研究服務進行公開競投。當時第二期以西北線名義方式規劃，計劃主要連接關閘、西北區、內港和媽閣，並與第一期路線（即現正處於規劃或擱置狀態中的澳門半島線）連接形成環線。
2008年8月20日，運輸基建辦公室就澳門輕軌系統第二期可行性研究的諮詢競投招標收到三份標書。其後進行第一階段開標，三份參與競投的標書，兩份被接納，一份被有條件接納。該年9月，進行第二階段開標程序。
2009年5月9日至7月9日，運輸基建辦公室展開澳門輕軌系統第二期可行性研究初步方案的諮詢工作，根據顧問公司提出三個概念方案，分別是內港地底方案、沿岸高架方案和沿港隧道方案。三個概念方案中包括設立本站往返關閘、西北區和媽閣，據介紹本站是以高架方式建造，鄰近何賢紳士大馬路與鴨涌馬路交界處東北側。
2010年12月，運輸基建辦公室就「澳門輕軌系統第二期可行性研究」初步方案公眾諮詢期間所收集之意見，但未有提及本站規劃詳情。

### 粵澳新通道規劃／澳門半島線北段走線規劃
2012年，粵澳兩地政府計劃於澳門半島興建粵澳新通道，澳珠兩地亦曾經探討於該通道實現本站與廣珠城際鐵路珠海站便捷銜接安排進行探討。
2013年4月20日，土地工務運輸局城市規劃廳長劉榕表示，為配合廣珠城軌拱北站已通車，當局正研究輕軌第一期由關閘站延伸至本站，作為澳門半島第2個通往珠海的關口。
2014年6月，運建辦公佈澳門半島線北段走線三大方案「馬場東高架走線」、「勞動節高架走線」和「沿海高架走線」，當中於關閘站預留走線延伸至本站，但相關走線引起了社會上的爭議。而本站規劃中設於地底，可預留條件連接輕軌第二期路線。
2014年7月，運建辦表示本站需要視乎粵澳新通道的施工進度才能決定具體位置和開展站點。
2016年10月，多名議員促請政府停建澳門輕軌澳門半島線包括一期和二期澳門半島段，運輸工務司司長羅立文表示會稍作考慮後並交待有關決定。
2018年1月，運建辦主任何蔣祺表示計劃短期內開展輕軌東線研究，不少意見質疑政府率先研究輕軌東線，意味著已諮詢多年的輕軌澳門半島線將會被放棄。運輸工務司司長羅立文強調，當局並沒有放棄興建輕軌澳門半島線的計劃，但運建辦有很多規劃路線，興建的先後安排會由當局決定。

### 重提規劃
2020年9月至11月，澳門特別行政區政府就澳氹東線規劃方案進行公眾咨詢。 其後於2021年4月30日進行公開諮詢總結，當中在「走線方案」中眾多意見者提出將東線延伸，並青茂口岸附近建立本站，連接廣珠城際鐵路。
2022年5月24日，政府就《澳門陸路整體交通運輸規劃（2021-2030）》舉行為期60天的公開咨詢，當中重提研究由媽閣到關閘的輕軌西線規劃，倡可先搞局部關閘至林茂塘段，全長2.2公里，該線為遠期規劃。
2022年9月24日，澳門特別行政區第五屆政府行政長官賀一誠宣佈經中央批准後，輕軌東線將租用及使用涉及中國大陸的土地，由關閘前延伸至青茂口岸。
2022年10月18日，公共建設局於澳門立法會作進一步介紹，如日後能成功取得俗稱V形地塊（關閘旅遊巴停泊處東側的中國大陸海面土地），將有條件興建西延伸線至青茂口岸，本站在介紹中正式暫名為“青洲站”，將設在該口岸對面的市政署苗圃地段。
2022年11月30日，澳門立法會舉行2023年財政年度運輸工務範疇施政辯論中，澳門特區第五屆政府運輸工務司司長羅立文表示在澳氹東線關閘至氹仔段建成後，會再研究把輕軌延至青茂口岸旁的本站。
2022年12月7日，《澳門陸路整體交通運輸規劃（2021-2030）》文本正式公布，交通事務局局長林衍新稱，一旦中央完成批澳近關閘V型灘塗地後，當局會即時啟動就關閘口岸去青茂口岸延伸線之研究，優先處理這在輕軌「西線」裡較可行一段。
2023年12月25日至29日，全國人大常委會舉行第14屆第7次會議，當中包括審議中華人民共和國國務院提請審議關於授權澳門特別行政區對廣東省珠海市拱北口岸東側相關陸地和海域實施管轄的決定草案的議案。
2023年12月29日，全國人大常委會正式通過授權澳門特別行政區對廣東省珠海市拱北口岸東南側相關陸地和海域實施管轄的決定。有關決定通過後，澳氹東線將有條件延伸至本站，連通青茂口岸及關閘。
2024年1月8日，澳門特區第五屆政府運輸工務司司長羅立文表示，輕軌東線延伸至青茂口岸方面會進行相關研究，但需要一些時間，本站落腳選址會在青茂口岸對面的「三角形地段」（即擬規劃興建的青茂口岸廣場）。
2024年5月31日，中華人民共和國國務院依照全國人大常委會決定和有關法律法規，批覆同意自當天0時起，由澳門特區對廣東省珠海市拱北口岸東南側相關陸地和海域依照澳門特區法律實施管轄。相關陸地和海域移交澳門管轄後，讓澳門輕軌東線有條件連通本站及關閘站即兩大珠澳出入境口岸。
2024年9月，公共建設局對輕軌東線西延段至本站開展前期研究工作，首次將本站更名為「青茂站」。
2025年2月20日，澳門特別行政區第六屆政府運輸工務司司長譚偉文出席澳門立法會全體會議表示，輕軌東線西延至本站工程可行性研究初步結論為可行，將為輕軌西線創造條件並適時開展相關路線重新佈局的可行性研究；由於工程方案處於深化研究階段，本站與周邊環境的協調，將青茂口岸廣場與本站設計作整體考慮。
2025年4月30日，澳門特別行政區第六屆政府運輸工務司司長譚偉文表示規劃中的輕軌西線會由本站延伸至筷子基，再經內港延伸至媽閣。
2025年6月21日，澳門特別行政區第六屆政府行政長官岑浩輝表示，正研究興建兩條延伸路線由本站延伸至市民運動公園及筷子基區內。

## 鄰近地點
- 青茂口岸
- 青洲坊大廈
- 青洲坊總站
- 澳門街坊會聯合總會綜合服務大樓

## 交通

### 公共巴士
M5 街總社區服務大樓（União G. das Associações dos Moradores）
路線：9、25B
M20 青洲坊總站（Bairro da Ilha Verde / Terminal）
路線：5X、16、16S、30、34
M23 青茂／白朗古（Qingmao / Gen. C. Branco）
路線：9A
M67 青茂口岸（Posto Fronteiriço Qingmao）
路線：9A、29、51A、61、MT4